# Raul Ciupe
Raul Axente Ciupe (n. 24 noiembrie 1983, Cluj-Napoca, România) este un fotbalist român, care joacă pe post de fundaș lateral la Sănătatea Cluj în Liga a III-a. Pe plan internațional, are prezențe la națională pentru România Sub-21.